# Vella castrilensis
Vella castrilensis är en korsblommig växtart som beskrevs av Vivero, J. Prado, Hern. Berm., Crespo et al. Vella castrilensis ingår i släktet Vella och familjen korsblommiga växter. Inga underarter finns listade i Catalogue of Life.